# Université Olabisi-Onabanjo
L'université Olabisi-Onabanjo (OOU) est une université d'État (détenue et exploitée) à Ago-Iwoye, dans l'État d'Ogun, au Nigéria. L'université a été fondée le 7 juillet 1982 sous le nom d'Ogun State University (OSU) et a été rebaptisée Olabisi Onabanjo University le 29 mai 2001 en l'honneur du chef Olabisi Onabanjo (en), dont les efforts en tant que gouverneur civil d'alors de l'État d'Ogun ont donné naissance à l'université. De nombreux étudiants se réfèrent toujours à l'institution comme OSU, un acronyme pour l'ancien nom. 
L'université a produit au total 10 291 diplômés et 1 697 diplômés.  
L'université Olabisi-Onabanjo a plusieurs campus. Le campus principal d'Ago-Iwoye (en) est communément appelé site permanent (PS) par les étudiants et un mini campus qui était le domicile de la Faculté des sciences jusqu'à ce qu'il soit transféré sur le site permanent en janvier 2013. La faculté d'agriculture est à Aiyetoro, la faculté d'ingénierie est à Ibogun, le Collège de médecine, les facultés des sciences médicales de base et la pharmacie sont à Shagamu. Les étudiants et anciens élèves de l'université Olabisi-Onabanjo sont appelés « Grands OOUITES ». 
Les informations et les activités au milieu des étudiants sont communiquées via le portail de l'école ainsi que par divers magazines privés et des réseaux sociaux. 

## Facultés et départements
L'université compte dix facultés avec un nombre total de cinquante-six départements répartis sur ses campus dans l'État. Ils comprennent : 
- Faculté des sciences, composée de six départements.
- Faculté d'éducation, composée de cinq départements.
- Faculté de droit, composée de quatre départements.
- Faculté des arts, composée de cinq départements.
- Faculté des sciences sociales, composée de cinq départements.
- Faculté des sciences médicales de base, composée de sept départements.
- Faculté des sciences cliniques, composée de sept départements.
- Faculté de pharmacie, composée de cinq départements.
- Faculté de génie et des sciences de l'environnement, composée de huit départements.
- Faculté des sciences agronomiques, composée de six départements.

## Personnalités liées à l'université

### Étudiants
Parmi les anciens de l'université Olabisi-Onabanjo, figurent : 
- Toyin Abraham, actrice primée de Nollywood
- Zainab Ahmed, actuel ministre des finances
- Kehinde Bankole (en), animatrice de télévision, mannequin et actrice de nollywood
- Ibrahim Bio (en), ministre
- Sodamola Oluseye Desmond (en), alias DJ Spinall
- Emamode Edosio, cinéaste populaire
- Kunle Idowu (en), alias Frank Donga, acteur
- Kaffy (en), danseuse et chorégraphe
- Boluwaji Kunlere (en), politicien
- Titilope Lawoyin (en), ancienne MBGN comme Ann Suinner
- Aramide Lopez, mannequin et reine de beauté à Most Beautiful Girl in Nigeria Universe 2018
- Sunny Melody (en), musicien juju
- Empress Njamah (en), actrice de Nollywood
- Uchechukwu Sampson Ogah (en), entrepreneur
- Debola Ogunseye (en), joueur de football
- Yetunde Onanuga (en), sous-gouverneure de l'État d'Ogun
- Lola Shoneyin, poétesse et auteure nigériane
- Toun Okewale Sonaiya (en), diffuseuse radio
- Sunkanmi (en), auteure-compositrice et chanteuse
- Weird MC (en), rappeuse